# Kurt-Ulrich Mayer
Kurt-Ulrich Mayer (* 27. Juni 1950 in Idar-Oberstein) ist ein deutscher Rechtsanwalt und seit 2002 Honorarprofessor für Medienrecht an der Hochschule Mittweida. Er war zwischen 1998 und 2010 Präsident des Medienrates der Sächsischen Landesanstalt für privaten Rundfunk und neue Medien (SLM). Mayer ist ferner Autor jagdlicher Schriften.

## Leben
Mayer schloss sein Studium der Rechts- und Politikwissenschaft in München und Regensburg im Jahr 1976 mit der Ersten Juristischen Staatsprüfung ab. 1978 folgte die Zweite Juristische Staatsprüfung. Anschließend war er als wissenschaftlicher Mitarbeiter im Bereich des Medienrechts bei Reinhart Ricker tätig. Daneben arbeitete er freiberuflich als Journalist. Seit 1979 ist er als Rechtsanwalt mit Schwerpunkt auf Presse- und Medienrecht tätig. Er ist zudem Lehrbeauftragter für Medienrecht sowie seit 2002 Honorarprofessor für Medienrecht an der Hochschule Mittweida.
1996 wurde Mayer Mitglied des Medienrates der SLM, von 1998 bis 2010 war er dessen Präsident und gesetzlicher Vertreter. In dieser Funktion war er Mitglied der Konferenz der Direktoren der Landesmedienanstalten (DLM), deren juristischer Beauftragter und Vorsitzender des Arbeitskreises Recht er von 1998 bis 2002 war. Mit Stand 2005 ist er seit April 2003 Mitglied der Kommission für Jugendmedienschutz (KJM) und Vorstand der Sächsischen Stiftung für Medienausbildung (SSM).
Mayer lebt seit 1990 in Leipzig, ist verheiratet und Vater von vier Kindern. Er ist CDU-Mitglied und Ehrenvorsitzender der CDU Leipzig. Seit 1981 war er Mitglied der Burschenschaft Thessalia Prag, trat jedoch 2014 aus, da er „keine innere Verbindung mehr zur Burschenschaft“ habe.

## Ehrungen
Der 21. Band der Schriftenreihe der SLM wurde anlässlich der Verabschiedung von Kurt-Ulrich Mayer als Präsident des Medienrates und zu Ehren seines 60. Geburtstages im Vistas Verlag veröffentlicht.

## Schriften (Auswahl)
Monografien
- Das Jagdrecht in Ausbildung und Praxis. Ein Lehrbuch für Jagdscheinanwärter. Deutscher Gemeindeverlag, Köln 1982, ISBN 3-555-00389-5.
- Sehnsucht Jagd. Erfüllte und unerfüllte Träume. Neumann-Neudamm, Melsungen 2006, ISBN 3-7888-1085-8.

Herausgaben
- mit Otto Altendorfer: Sächsisches Medienjahrbuch 1998/1999. Verlag für Medien & Kommunikation, Leipzig 1999, ISBN 3-9806847-0-9.

Artikel
- Vielfalt zwischen Fantasie und Wirklichkeit. Höhen und Tiefen privater Programmentwicklung. In: Gerlinde Frey-Vor, Rüdiger Steinmetz (Hrsg.): Rundfunk in Ostdeutschland. UVK-Verl.-Ges., Konstanz 2003, ISBN 3-89669-418-9, S. 145–158.
- Medienfreiheit und Berichterstattung. In: Otto Altendorfer, Ludwig Hilmer (Hrsg.): Medienmanagement. Band 1: Methodik – Journalistik und Publizistik – Medienrecht. VS Verlag für Sozialwissenschaften, Wiesbaden 2009, ISBN 978-3-531-13892-3, S. 293–318.